# الکساندر بلن
الکساندر بلن (انگلیسی: Alexandre Blain؛ زادهٔ ۷ مارس ۱۹۸۱) دوچرخه‌سوار اهل فرانسه است.
از باشگاه‌هایی که در آن بازی کرده‌است می‌توان به دلکو–مارسی پوونس کی‌تی‌ام و تیم دوچرخه‌سواری کوفیدیس اشاره کرد.